# 塩尻市立図書館
塩尻市立図書館（しおじりしりつとしょかん）は、長野県塩尻市にある市立図書館である。本館のほか、市内8カ所に分館がある。

## 歴史

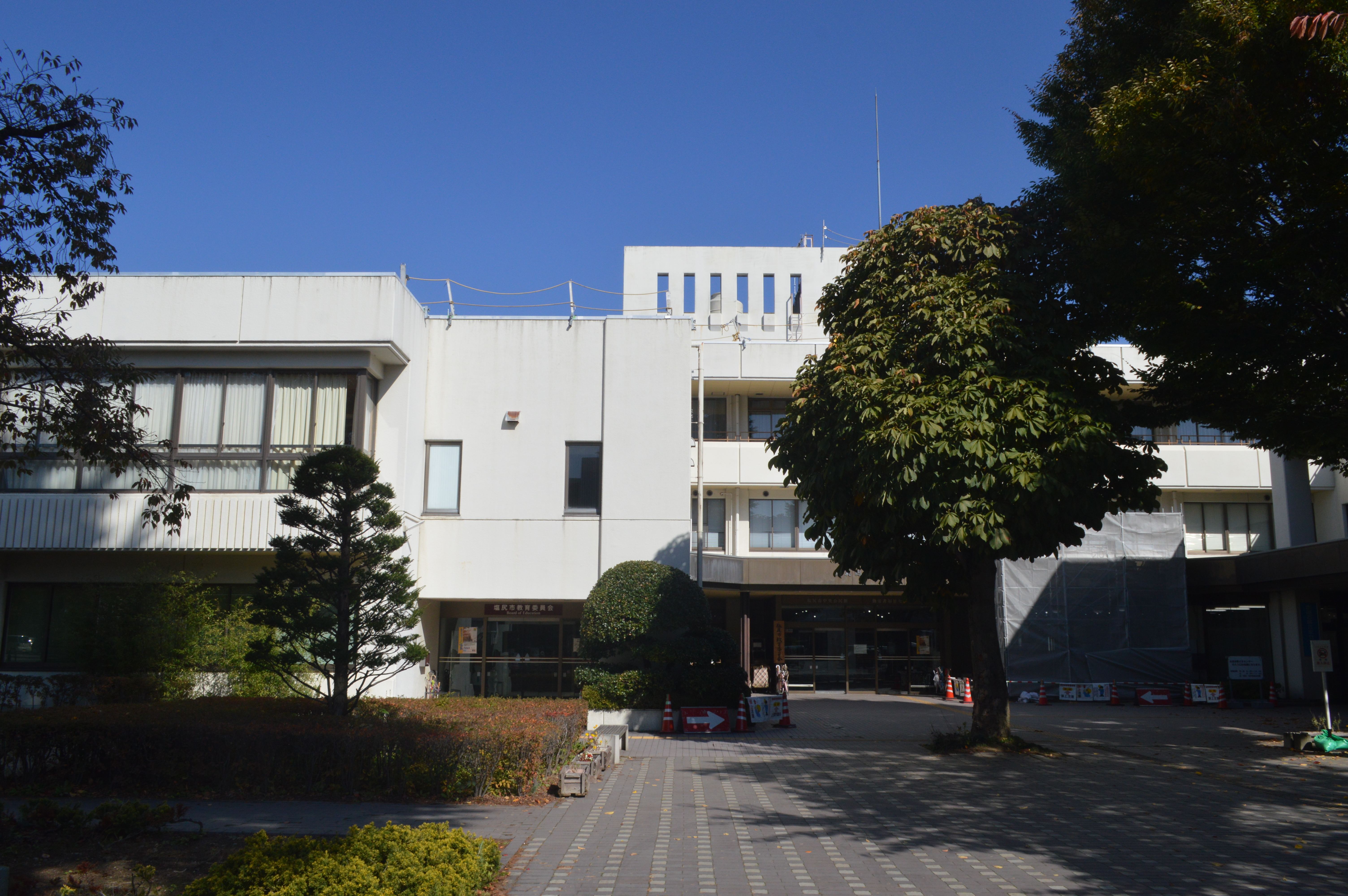
塩尻総合文化センター

1959年（昭和34年）4月1日の塩尻市制の発足時に、各地区の公民館が図書室を運営していた。1966年（昭和41年）8月に、旧桔梗ヶ原高等学校図書館を、塩尻市が長野県から買い受ける形で、塩尻市教育委員会附属図書室として開設した（蔵書数：1,000冊）。この当時は、資料の館外貸出のサービスは実施されていなかった。
1971年（昭和46年）4月、塩尻市立図書館条例が施行され、同年8月1日に塩尻市立図書館として開館する（蔵書数：4,600冊、1人2冊を10日間の貸出）。1981年（昭和56年）12月、複合施設の塩尻総合文化センターが開館し、図書館はその3階に入る（蔵書数：合計33,000冊、1人3冊を3週間の貸出）。1983年（昭和58年）の広丘分館に始まり、1988年（昭和63年）の吉田分館まで、市内の各地区に分館が設置され、1本館7分館体制となる。1990年（平成2年）、コンピュータ・システムが導入される（1人6冊を2週間の貸出）。その後、サービスが拡充され、1996年（平成8年）に、1人12冊を2週間の貸出となり、2008年（平成20年）には、1人15冊を2週間の貸出と変更されてきた。
2003年（平成15年）、「市立図書館の在り方ワーキンググループ」が発足し、翌年に新図書館建設のための提言書が提出された。2005年（平成17年）、木曽郡楢川村と合併し、旧村立図書館を分館としたことで、1本館8分館の体制となる。2006年（平成18年）3月、塩尻市立図書館と信州大学とが包括的連携協定を締結した。4月、「塩尻市立図書館基本計画」が策定された。
2010年（平成22年）7月29日に塩尻市市民交流センター「えんぱーく」が竣工し、本館が移転・開館した。

## 運営方針

### 塩尻市立図書館サービス計画
役立つ情報を提供する図書館
資料収集、組織化の方針や方法を定めたうえで、図書館資料の有効活用を可能とする資料の配置や館内での業務についての共通認識を、分館も含めて全市的なサービスとして定める。
意欲と活動を応援する図書館
市民の多様な活動に対して、図書館として有効に支援できるような機能を備えたサービスへの取り組みを推進する。その際の活動分野として、以下の諸点に特に留意しながら、これらのサービスと並行して、図書館サポーターや、読書活動ボランティアとの連携、あるいは支援も進めていく。
- 乳幼児サービス
- 児童サービス
- 青少年サービス
- 高齢者サービス
- 図書館利用に障害のある方へのサービス
- ビジネス支援サービス
- 子育て支援サービス
- 多文化サービス
- 医療・健康情報サービス

進化する図書館
常に新機軸を創出しつづけられるよう、「地域」を活動の根幹として、地域と密接に関連した活動を常に意識する。そのため、地域資料、郷土資料を収集保存することによって、地域の記憶を保つ機関として機能できるようにする。また、地域に拠点を置く書店や出版社等との連携を図ることで、地域の読書に対する環境整備を推進し、図書館員と市内の書店員が共同で『ブックファンニュースレター（Book Fan Newsletter）』発行するなど、地域の出版文化にも貢献できるような活動にも取り組む。

## 塩尻市立図書館本館
塩尻市立図書館本館は、塩尻市大門一番町12番2号にある。

### 施設構造
本館は塩尻市市民交流センター「えんぱーく」内の1階から2階を図書館として利用できる。また地下1階には書庫がある。蔵書収容能力の46万冊に対して、令和元年度（2019年度）の蔵書数は、407,942点である。
建物概要
地上5階地下1階（うち図書館:地上1-2階地下1階）
建物設計：柳澤潤
建築面積：約3,388.71m2
延床面積：11,901.64m2（うち図書館：3,285.52m2）
鉄筋コンクリート造及び鉄骨造
工期：2008年（平成20年）11月‐2010年（平成22年）8月
書籍のほか、地域ブランド資料としてはワイン、短歌、漆器、重要伝統的建造物群保存地区（重伝建）などの資料を所蔵・公開している。雑誌は427タイトルに及び、郷土資料、地元文芸誌、県内大学の研究紀要、多言語にわたる外国語資料も有する。
視聴覚資料では、映画、音楽、教養などのDVD資料や、音楽、朗読、教養などのCD資料を、約9,000点、所蔵している（令和元年度時点）。利用できるデータベースは、新聞、法令・判例などの検索・閲覧、雑誌掲載記事の検索などができる。また、施設設備としては、ICタグによる資料管理が行なわれており、館内にはセルフ貸出機が設置されている。また、感知センサーによる盗難防止対策もとられている。

### 筑摩書房コレクション
特色ある蔵書としては、現在は塩尻市の一部となっている筑摩地村出身で、筑摩書房を創業した古田晁にちなんだ古田晁文庫と筑摩書房コレクションがある。古田が郷里に寄贈した書籍を引き継いで、その後も古書店からの購入を含めて蒐集を続け、2万点を超える筑摩書房の刊行物のうち1万9735点を所蔵する。大半は開架で館外貸し出しに応じるが、貴重なものは閉架で管理しており、閲覧には職員が立ち会いが必要な蔵書もある。

### 利用時間
- 平日：午前10時00分 - 午後8時（児童コーナーは午前9時から）
- 土日：午前9時30分 - 午後8時（児童コーナーは午前9時から）
- 日曜日・祝日：午前9時30分 - 午後6時（児童コーナーは午前9時から）

#### 休館日
毎週水曜日、資料整理日（毎月最終月曜日）、年末年始（12月29日〜1月3日）、蔵書点検期間

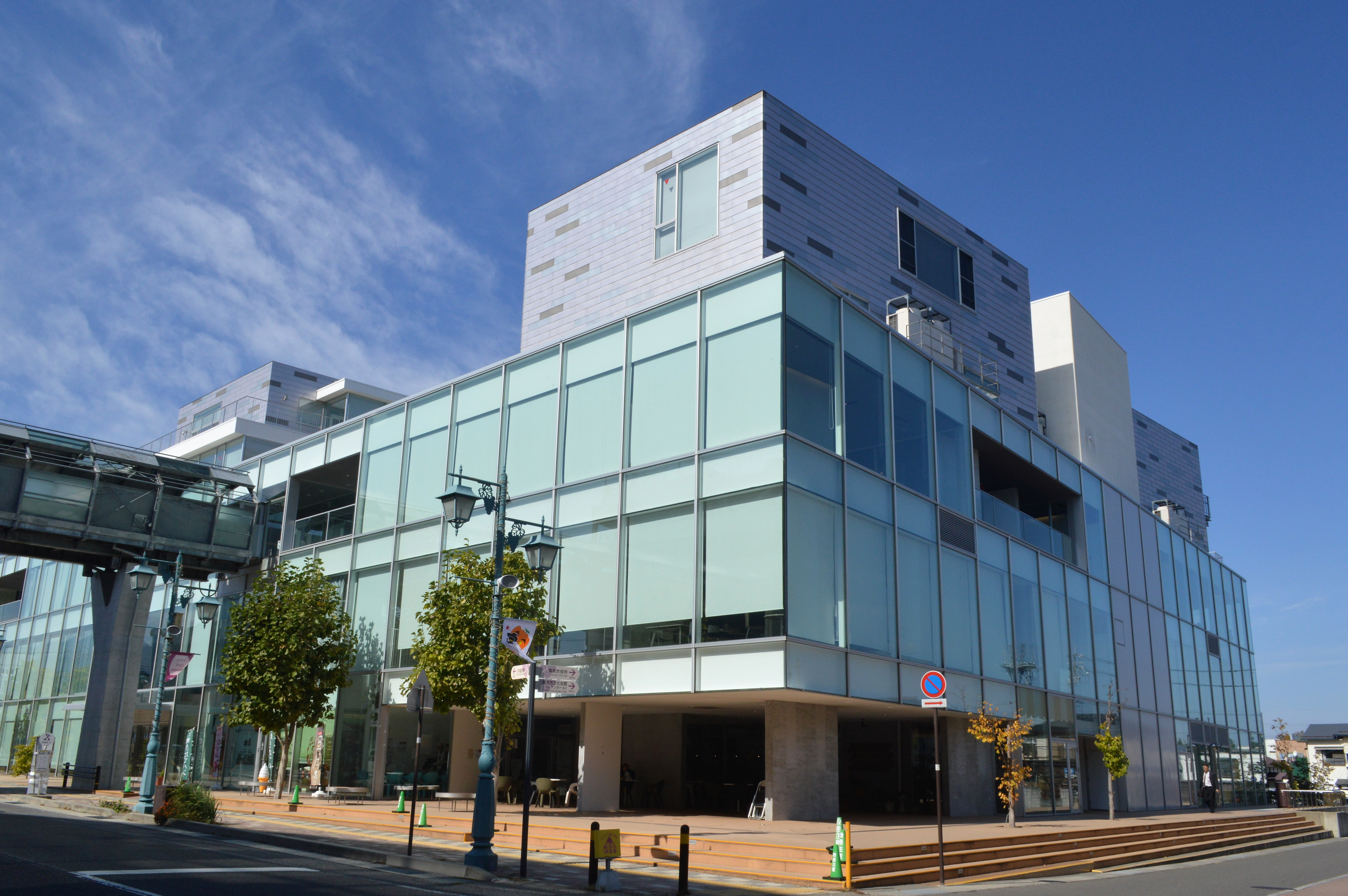
東側から見た建物
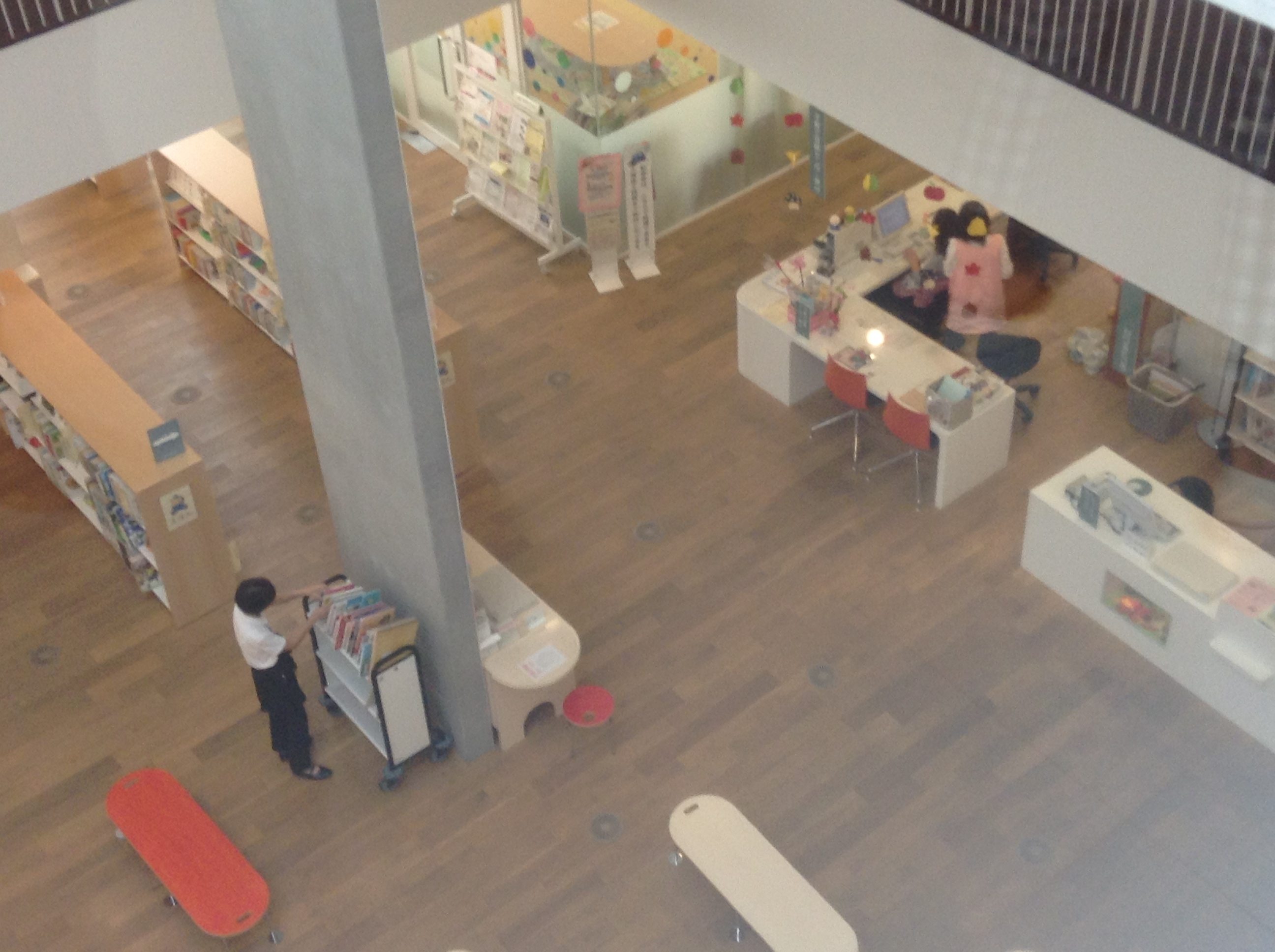
受付
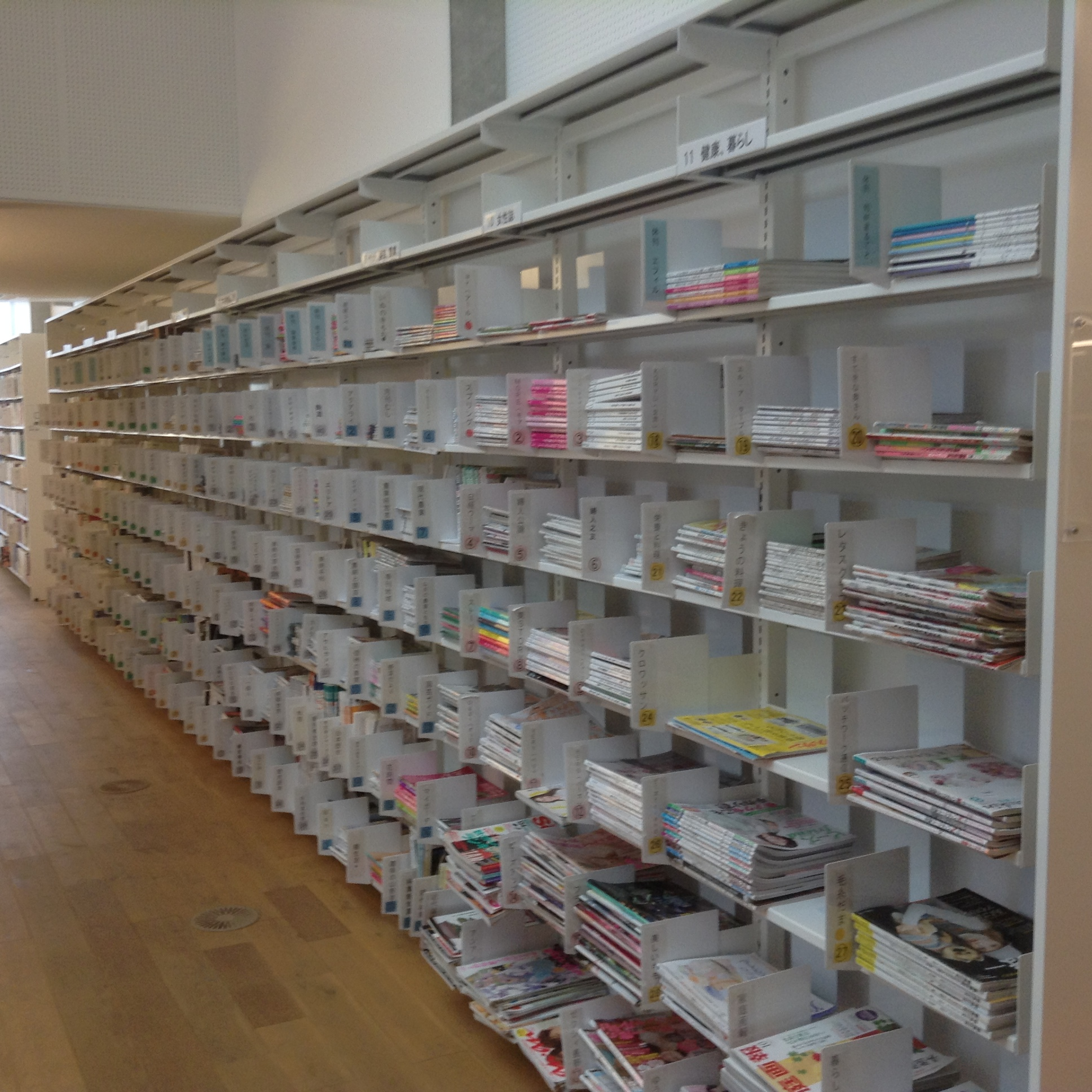
雑誌書架
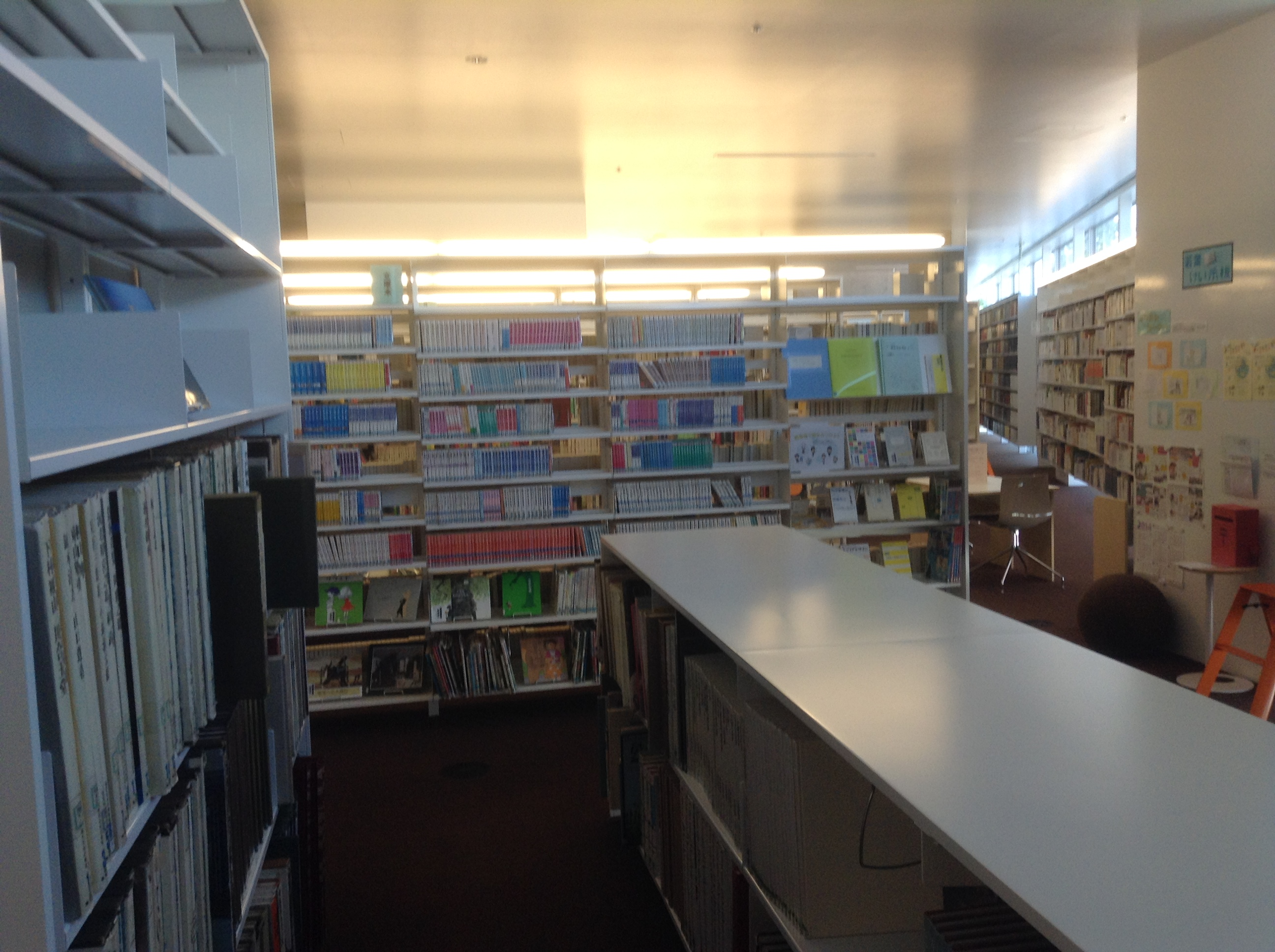
書架
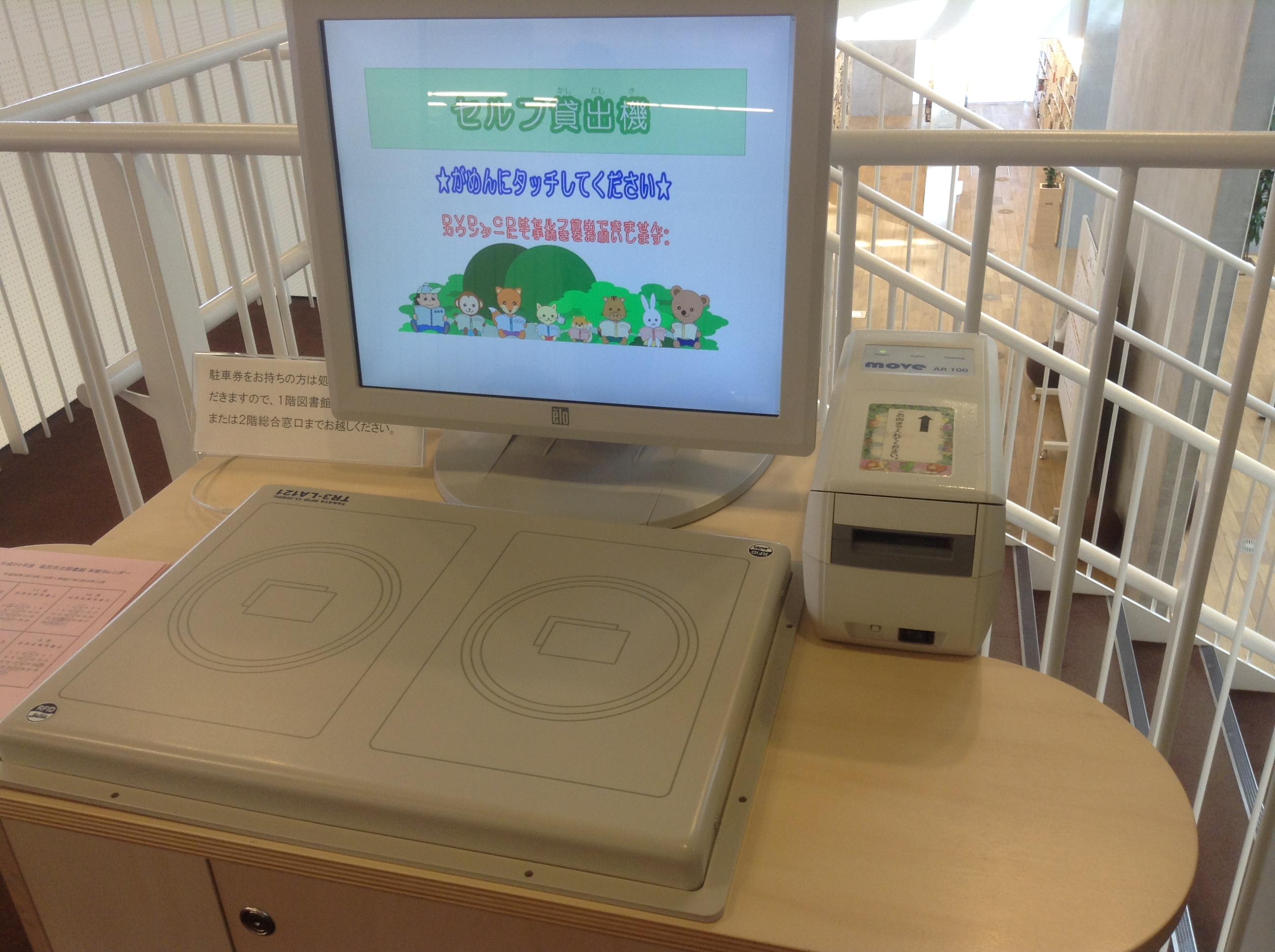
セルフ貸出機

### 本の寺子屋
2012年（平成24年）から始まった、著名な作家や文化人を招いて講演会などを開く事業である。年間を通して多彩な活動が実施されている。
正式名称は「信州しおじり 本の寺子屋」。鳥取県米子市で実施されていた「本の学校」をモデルとして、長田洋一『文藝』元編集長が提唱した。その趣旨は、図書館での諸々の事業（講座や講演会）によって、図書館と密接な「本」という媒体のことを深く考える機会を創造しようとするものであり、塩尻市立図書館を中心に展開されている。
塩尻市を中心とした地域の市民生活の場において、再び本をとらえ直し、同時に読書活動を活性化させる上での方向性を、この事業に参加する、本という存在と多様なかかわりを持った人たちの共同作業として創出するための活動である。
- 顧問（肩書きは当時）： 辻井喬（作家）、熊沢俊之（筑摩書房代表取締役社長）、常世田良（日本図書館協会理事）、永井伸和（今井書店グループ会長、「本の学校」理事)
- 後援： 塩尻書店組合、長野県出版協会、信州大学、松本大学、信濃毎日新聞、ほか[15]。

2012年の開校第1回目の講演会は、7月29日、佐高信「本が変える風景」であった。

#### 開講記録
以下は「信州しおじり 本の寺子屋」研究会『「本の寺子屋」が地方を創る』 東洋出版、2016年、p.140-147より。
| 年月日         | 講師                           | 講座名                                                                                                  | 受講人数 |
| -------------- | ------------------------------ | --- | -------- |
| 2012年7月29日  | 佐高信                         | 「本が変える風景」                                                                                      | 137人    |
| 2012年8月7日   | 遊佐幸枝                       | 「司書教諭と学校司書の協働」                                                                            | 18人     |
| 2012年8月25日  | さいとうしのぶ                 | 「自分の名前で絵本をつくろう」                                                                          | 98人     |
| 2012年8月25日  | さいとうしのぶ                 | 「さいとうしのぶの絵本ワールド」                                                                        | 93人     |
| 2012年8月27日  | 中山玲子                       | 「できることから始めよう 図書館の障害者サービス」                                                       | 82人     |
| 2012年9月24日  | 根本彰                         | 「『理想の図書館像』を考える」                                                                          | 88人     |
| 2012年10月28日 | 色川大吉                       | 「自費出版の本について」                                                                                | 58人     |
| 2012年10月29日 | 小林隆志                       | 「図書館からのビジネス支援」                                                                            | 35人     |
| 2012年10月30日 | 小林隆志                       | 「住民に必要と認知される図書館になるために」                                                            | 42人     |
| 2012年11月10日 | 藤原成一                       | 「古田さんから学ぶこと」                                                                                | 43人     |
| 2012年12月2日  | 日経テレコン21ほか             | データベース活用講座                                                                                    | 40人     |
| 2013年1月27日  | 谷川俊太郎                     | 朗読会                                                                                                  | 161人    |
| 2013年2月15日  | 大井むつみ                     | 「よみきかせ いろはのい」                                                                               | 30人     |
| 2013年2月16日  | 大井むつみ                     | 「よみきかせ いろはのろ」                                                                               | 28人     |
| 2013年3月9日   | 秋本敏                         | 「心の復興を支える図書館」                                                                              | 60人     |
| 2013年5月26日  | 松本健一                       | 「佐久間象山、島崎藤村、丸山眞男」                                                                      | 68人     |
| 2013年6月17日  | 森一郎                         | 「著作権法からみた図書館サービス」                                                                      | 75人     |
| 2013年7月28日  | 福島泰樹                       | 「美しく死んでいくために」                                                                              | 60人     |
| 2013年8月11日  | いせひでこ                     | 「わたしの木、こころの木」                                                                              | 124人    |
| 2013年8月26日  | 齋藤誠一                       | 「地域活性化に向けた図書館サービスの手法」                                                              | 53人     |
| 2013年9月29日  | 常世田良                       | 「『本』の可能性を考える」                                                                              | 53人     |
| 2013年10月27日 | 熊沢敏之                       | 「古田晁の精神」                                                                                        | 35人     |
| 2013年10月28日 | 広瀬恒子                       | 「子どもと本を結ぶ架け橋として」                                                                        | 86人     |
| 2013年11月10日 | 柳田邦男                       | 「生きることと言葉の力」                                                                                | 127人    |
| 2013年11月25日 | 竹内利明                       | 「市民と図書館の協働による地域（経済）活性化」                                                          | 56人     |
| 2013年12月1日  | 第一法規ほか                   | データベース活用講座                                                                                    | 11人     |
| 2014年1月27日  | キハラ                         | 「本の修理講習会」                                                                                      | 28人     |
| 2014年2月23日  | 池内紀                         | 「本が友だち」                                                                                          | 73人     |
| 2014年3月9日   | 杉山亮                         | 「ものがたりライブ」                                                                                    | 72人     |
| 2014年3月9日   | 杉山亮                         | 「こどもと物語のいい関係」                                                                              | 79人     |
| 2014年5月25日  | 島田雅彦、高橋源一郎           | 「小説の行方」                                                                                          | 139人    |
| 2014年6月22日  | くすのきしげのり               | 「一人一人がみんなたいせつ」                                                                            | 96人     |
| 2014年7月20日  | 松井祐輔、西田卓司             | 「本とまちづくり」                                                                                      | 35人     |
| 2014年8月2日   | 酒井潤一                       | 「ナウマンゾウが図書館にやってくる」                                                                    | 28人     |
| 2014年8月2日   | 酒井潤一                       | 「化石のレプリカ作り/鉱物観察/泥炭層から化石」                                                          | 44人     |
| 2014年8月5日   | 五十嵐絹子                     | 「学校図書館が変われば子どもが変わる、教育が変わる」                                                    | 67人     |
| 2014年8月5日   | 五十嵐絹子                     | 「学校図書館が変われば子どもが変わる、教育が変わる」2                                                   | 36人     |
| 2014年8月24日  | 井出孫六                       | 「石橋湛山全集を読む」                                                                                  | 64人     |
| 2014年9月28日  | 嶋田学                         | 「地域が元気になる図書館づくり」                                                                        | 36人     |
| 2014年10月5日  | 塩澤実信                       | 「古田晁の精神」                                                                                        | 55人     |
| 2014年10月19日 | 姜尚中                         | 「読書が深める心                                                                                        | 158人    |
| 2014年11月16日 | 小嵐九八郎、齋藤慎爾           | 「短歌と俳句の行方」                                                                                    | 33人     |
| 2015年1月31日  | 宮田政幸                       | 「ミニコミ誌発行の理想と現実」                                                                          | 33人     |
| 2015年2月15日  | 小林毅                         | 「ニュースがわかる！」                                                                                  | 23人     |
| 2015年2月15日  | 第一法規ほか                   | データベース活用講座                                                                                    |          |
| 2015年3月8日   | 酒井倫子                       | 「「雨ニモマケズ」朗読会と森のおうちおはなしの会による朗読劇」                                          | 33人     |
| 2015年4月27日  | 赤木かん子                     | 「図書館とは何か?」                                                                                     | 72人     |
| 2015年5月11日  | 赤木かん子                     | 「分類とは何か?」                                                                                       | 87人     |
| 2015年6月8日   | 赤木かん子                     | 「目次と索引、報告書の書き方、百科事典ワーク」                                                          | 72人     |
| 2015年6月21日  | 鎌田慧                         | 「ノンフィクションの行方」」                                                                            | 68人     |
| 2015年7月5日   | 上野千鶴子                     | 「活字中毒、書物の未来」                                                                                | 146人    |
| 2015年8月2日   | 大下英治                       | 「本は何よりSexy」                                                                                      | 54人     |
| 2015年8月4日   | 藤田利江                       | 「学校図書館を活用した調べる学習」                                                                      | 47人     |
| 2015年9月13日  | 大西暢夫                       | 「食べることは生きること」                                                                              | 54人     |
| 2015年9月28日  | 渡部幹雄                       | 「図書館でこんなこともできる！」                                                                        | 61人     |
| 2015年10月4日  | 永江朗                         | 「筑摩書房の歴史と古田晁」                                                                              | 78人     |
| 2015年11月8日  | 小池昌代、正津勉               | 「現代詩の行方」                                                                                        | 40人     |
| 2015年12月6日  | 星野渉                         | 「本の世界で起きている大きな変化と図書館と書店にできること」                                            | 40人     |
| 2016年3月6日   | くすのきしげのり               | 「こどもの心に気づくとき」                                                                              | 117人    |
| 2016年5月15日  | 高橋龍介                       | 「「本の寺子屋」の本づくり」                                                                            | 41人     |
| 2016年5月21日  | 水原紫苑                       | 「子どもの頃読んだ本 -源氏物語と罪と罰- 」                                                              | 43人     |
| 2016年6月19日  | 山口泉                         | 「ポストフクシマと「沖縄革命」 -新著『辺野古の弁証法』を基軸に-」                                       | 42人     |
| 2016年7月31日  | 植田康夫                       | 「「出版の冒険者たち」への讃歌」                                                                        | 30人     |
| 2016年8月5日   | 中山美由紀                     | 「授業で使おう 学校図書館!」                                                                            | 66人     |
| 2016年8月6日   | 中沢けい                       | 「私の図書館体験」                                                                                      | 36人     |
| 2016年8月21日  | 窪島誠一郎                     | 「「書物浴」のススメ -本のそばにいる幸せ-」                                                             | 106人    |
| 2016年9月11日  | 川鍋雅則                       | 「かがく絵本ができるまで」                                                                              | 52人     |
| 2016年9月25日  | 三島利徳                       | 「本の魅力 -書評の功罪-」                                                                               | 39人     |
| 2016年10月16日 | 柏原成光                       | 「古田さんの三つの不思議」                                                                              | 53人     |
| 2016年10月23日 | 村上しいこ                     | 「言葉のリズムに想いをのせて」                                                                          | 50人     |
| 2016年11月13日 | 間村俊一                       | 「装幀の種」                                                                                            | 40人     |
| 2016年12月4日  | 荒川洋治                       | 「これからの読書のすがた」                                                                              | 63人     |
| 2017年1月30日  | 豊田高広                       | 「選書でひらく図書館の未来」                                                                            | 114人    |
| 2017年5月14日  | 高峰武                         | 「小さなことに耳を傾けたか」                                                                            | 55人     |
| 2017年6月18日  | 河谷史夫                       | 「本と酒があれば人生何とかやっていける」                                                                | 61人     |
| 2017年6月26日  | 内野安彦                       | 「今、あらためて図書館を考える」                                                                        | 87人     |
| 2017年7月16日  | 斎藤美奈子                     | 「もう一度「文学」と出会うために」                                                                      | 92人     |
| 2017年7月23日  | 田中欣一                       | 「塩尻が生んだ不世出の詩人 島崎光正の世界」                                                             | 104人    |
| 2017年8月6日   | 長野まゆみ                     | 「作家生活30年を振り返って」                                                                            | 80人     |
| 2017年8月19日  | 小林浩                         | 「出版人・中野幹隆と哲学書房の魅力」                                                                    | 83人     |
| 2017年9月10日  | 佐野眞一                       | 「唐牛健太郎の魅力 -『唐牛伝』執筆の動機-」                                                             | 67人     |
| 2017年10月1日  | 橋口候之介                     | 「江戸の本屋とまちづくり」                                                                              | 63人     |
| 2017年10月8日  | とよたかずひこ                 | 「行きつ戻りつ絵本創り」                                                                                | 65人     |
| 2017年10月22日 | 持田鋼一郎                     | 「古田晁に愛された人々」                                                                                | 53人     |
| 2017年10月29日 | 小幡章子                       | 「子どもが育つ読書支援を目指して -小学生への本の手渡しを考える-」                                       | 76人     |
| 2017年11月3日  | 酒井京子                       | 「赤ちゃんに笑顔を届ける絵本「いないいないばあ」50年の歩み」                                            | 76人     |
| 2017年11月26日 | 原田眞人                       | 「司馬遼太郎『関ケ原』の映画化が夢だった」                                                              | 117人    |
| 2017年12月3日  | 田下昌志                       | 「信州の昆虫食が世界を救う」                                                                            | 50人     |
| 2018年3月18日  | 大西暢夫                       | 「映画『家族の軌跡 -3･11の記憶から- 』上映会」                                                          | 124人    |
| 2018年5月20日  | 高橋伴明、横松美千絵、長田洋一 | 「作家の魅力・映画の魅力」                                                                              | 62人     |
| 2018年6月10日  | 久間十義                       | 「小説と私」                                                                                            | 38人     |
| 2018年6月24日  | 大空真弓                       | 「なつかしい時間」                                                                                      | 86人     |
| 2018年7月8日   | 佐藤直子                       | 「戦争体験を語り継ぐこと、受け継ぐこと」                                                                | 49人     |
| 2018年7月30日  | 丸山光枝                       | 「役に立つ学校図書館をつくる -調べ学習ワークショップ-」                                                 | 50人     |
| 2018年7月31日  | 田揚江里                       | 「学校図書館を活かした学びの在り方 -学校を巻き込む司書教諭と学校司書の協働-」                           | 61人     |
| 2018年8月5日   | 澤宮優                         | 「ノンフィクション作家残酷物語」                                                                        | 50人     |
| 2018年9月2日   | 小寺卓矢                       | 「撮ること・綴ること・伝えること」                                                                      | 44人     |
| 2018年9月9日   | 井出彰                         | 「本を伝える。本で伝える。」                                                                            | 28人     |
| 2018年9月25日  | 高橋佑磨                       | 「図書館員のための伝わるチラシづくり実践」                                                              | 129人    |
| 2018年10月14日 | 金原瑞人                       | 「翻訳の言葉、言葉の翻訳」                                                                              | 92人     |
| 2018年10月21日 | サクラ・ヒロ 山本克俊          | 第1部「太宰治賞を受賞して -デビューまでの道のりと、文学への想い-」 第2部「忘れ得ぬ人々 -筑摩書房と私-」 | 35人     |
| 2018年10月28日 | 石井もと子                     | 「世界から見た塩尻ワイン」                                                                              | 78人     |
| 2018年11月11日 | 窪田雅之                       | 「民話で見える塩尻の風景」                                                                              | 61人     |
| 2018年11月25日 | 中澤雄大                       | 「新聞記者の読書」                                                                                      | 50人     |
| 2019年3月10日  | 古厩智之                       | 「原作と向き合う」                                                                                      | 85人     |
| 2019年5月19日  | 三田誠広                       | 「本を読むこと/本を書くこと」                                                                           | 69人     |
| 2019年6月16日  | 冨士眞奈美                     | 「俳句の魅力 -吟行の旅-」                                                                               | 126人    |
| 2019年7月7日   | 外岡秀俊                       | 「記者と作家のあいだで -フィクションとノンフィクション-」                                               | 53人     |
| 2019年7月22日  | 島田英昭                       | 「わかりやすい説明とは -認知心理学から考える-」                                                         | 89人     |
| 2019年8月5日   | 清水真砂子                     | 「心うたれたその先は -読書の現在を考える-」                                                             | 145人    |
| 2019年9月1日   | 降矢なな                       | 「不安な時代だからこそ絵本を」                                                                          | 147人    |
| 2019年9月8日   | 鎌田實                         | 「地域で命を支える -命・健康・本・絆を考える-」                                                         | 151人    |
| 2019年9月29日  | 藤沢周                         | 「文学なんて、知らなかった。」                                                                          | 41人     |
| 2019年10月19日 | 和田登                         | 「今、はまみつをを読み解く -童話作家が残した現代へのメッセージ-」                                       | 102人    |
| 2019年10月27日 | 角野栄子                       | 「魔法は一つ」                                                                                          | 141人    |
| 2019年11月10日 | 錦見映理子、東直子             | 「対談・小説と短歌」                                                                                    | 52人     |
| 2019年11月17日 | 鵜飼哲夫                       | 「新聞書評と読書」                                                                                      | 34人     |
| 2019年11月24日 | 穂村弘                         | 「言葉の不思議」                                                                                        | 154人    |
| 2020年7月19日  | 後藤正治                       | 「言葉の力 -『清冽』より 詩人茨木のり子の肖像-」                                                        | 71人     |
| 2020年8月6日   | 鎌田和宏                       | 「これからの教育と読書・学校図書館 -新学習指導要領本格実施元年で考えたいこと-」                         | 78人     |
| 2020年8月24日  | 伊東直登                       | 「これからの図書館を一緒に考えてみませんか」                                                            | 91人     |
| 2020年8月30日  | 中上紀                         | 「読むこと、書くこと、話すこと」                                                                        | 49人     |
| 2020年9月6日   | しどせんしゅう、高山秀士       | 「対談: 日本の中の塩尻ワイン」                                                                          | 62人     |
| 2020年10月4日  | 岩瀬成子                       | 「ずっと子どもを書いてきました」                                                                        | 53人     |
| 2020年10月25日 | 春日太一                       | 「信州を舞台にした時代劇の魅力」                                                                        | 60人     |
| 2020年11月8日  | 阿佐元明 松本侑子              | 第1部 「この町から本が生まれる」 第2部 「古田晁が敬愛した太宰治と「人間失格」                           | 120人    |
| 2020年11月15日 | 富澤一誠                       | 「黄金のフォーク・ブーム到来 -岡林信康から吉田拓郎へ-」                                                 | 64人     |
| 2020年11月22日 | 丸山貢一                       | 「コラム「斜面」の舞台裏」                                                                              | 70人     |
| 2021年7月18日  | 佐高信                         | 「タブーに挑む本」                                                                                      |          |
| 2021年7月25日  | 森まゆみ                       | 「地域雑誌26年で考えたこと」                                                                            |          |
| 2021年7月26日  | 手塚美希                       | 「地域と人に寄り添う図書館」                                                                            |          |
| 2021年8月3日   | 小谷田照代                     | 「学校図書館の充実と活用」                                                                              |          |
| 2021年8月21日  | 養老孟司                       | 「これだけは言っておきたかったこと」                                                                    |          |
| 2021年9月26日  | 堀井正子                       | 「芥川龍之介と洗馬 -小説「庭」と井月と芭蕉-」                                                           |          |
| 2021年10月17日 | 鳴沢真也                       | 「地球外知的生命体探査から学ぶ人類の未来」                                                              |          |
| 2021年10月31日 | 八木詠美 玉手洋一              | 第1部 「物語が生まれるとき」 第2部 「太宰が住んだ大宮、そして死 -そこにいつも古田晁-」                  |          |
| 2022年1月9日   | いしかわこうじ                 | 「子どもと絵本 本好きの子どもを育てるには」                                                             |          |
| 2022年3月6日   | 内藤いづみ                     | 「あなたらしく生きぬくために準備すること -いづみ先生の令和養生訓-」                                     |          |
| 2022年3月20日  | 富安陽子                       | 「妖怪とのつき合い方教えます」                                                                          |          |
| 2022年4月24日  | 荒川洋治                       | 「短編小説と世界」                                                                                      |          |
| 2022年5月15日  | 佐野眞一                       | 「コロナは日本の何をみせたのか」                                                                        |          |
| 2022年5月22日  | 本橋成一                       | 「いのちの営みの在り処」                                                                                |          |
| 2022年5月28日  | 常世田良                       | 「図書館が日本を救う -公共図書館の可能性-」                                                             |          |
| 2022年6月26日  | 田中優子                       | 「絵と文字で読む江戸の本」                                                                              |          |
| 2022年6月27日  | 淺野隆夫                       | 「司書の想いが届く図書館づくり -札幌市図書・情報館から-」                                               |          |
| 2022年7月17日  | 立花珠樹                       | 「戦後日本映画の名優たち-高倉健、吉永小百合、渥美清ら-」                                                |          |
| 2022年7月24日  | 小泉今日子                     | 「本と本屋とわたし」                                                                                    |          |
| 2022年8月4日   | 庭井史絵                       | 「GIGAスクールと学校図書館 -学校内外の学びと図書館を結ぶ-」                                             |          |
| 2022年8月28日  | 赤坂憲雄                       | 「民俗知を掘り起すために」                                                                              |          |
| 2022年9月18日  | 加古陽治                       | 「文芸取材の流儀」                                                                                      |          |
| 2022年10月2日  | 矢崎節夫                       | 「童謡詩人、金子みすゞのまなざし -よみがえりの軌跡-」                                                   |          |
| 2022年10月23日 | 校條剛                         | 「作家という生き方 -佐木隆三、津本陽、藤田宜永ら-」                                                     |          |
| 2022年11月13日 | 長野ヒデ子                     | 「あなたが生まれてきたことは素晴らしいこと -今こそ絵本と紙芝居-」                                       |          |
| 2022年11月27日 | 島田雅彦                       | 「フィクションの方が現実的」                                                                            |          |
| 2023年1月29日  | 村上康成                       | 「絵本を愉しむ -自然の歌をききながら-」                                                                 |          |

### 本の帯デザインコンテスト
2016年（平成28年）11月に塩尻市市立図書館で「本の帯デザインコンテスト」を実施した。コンテストは、塩尻書店組合推薦の絵本や小説10作品が対象となり、その中で7作品に対して組合と図書館で選考した8作品が最優秀賞に選ばれた。同年12月には、この最優秀賞作品が、実際の本に巻かれた状態で市内の書店で並べられた。地元の藤原印刷の協力によって、1作品につき20枚から40枚を印刷し、塩尻市内など組合加盟の書店に並ぶ市販本に巻かれて店頭に並べられた。
書店一覧
1. 丸文塩尻書店（大門一番町）
2. 興文堂書店 松本平田店
3. 興文堂書店 アイシティ店（山形村）
4. 中島書店（広丘高出）
5. 神田堂（広丘野村）

## 分館
塩尻市立図書館には本館のほか8か所の分館がある。
| 名称       | ISIL       | 住所                      | 開館年          | 延床面積 | 蔵書数 （2020年） |
| ---------- | ---------- | ------------------------- | --------------- | -------- | ----------------- |
| 広丘図書館 | JP-1001690 | 塩尻市広丘野村2069番地1   | 昭和51年5月21日 | 288m2    | 29,029冊          |
| 北小野分館 | JP-1001691 | 塩尻市北小野48番地        | 昭和59年11月3日 | 65m2     | 8,572冊           |
| 洗馬分館   | JP-1001692 | 塩尻市洗馬2550番地2       | 昭和61年7月12日 | 62m2     | 8,379冊           |
| 宗賀分館   | JP-1001693 | 塩尻市宗賀2658番地1       | 昭和62年7月11日 | 56m2     | 8,947冊           |
| 塩尻東分館 | JP-1001694 | 塩尻市塩尻町648番地1      | 昭和62年4月1日  | 67m2     | 8,685冊           |
| 片丘分館   | JP-1001695 | 塩尻市片丘4758番地7       | 昭和62年7月25日 | 37m2     | 6,382冊           |
| 吉田分館   | JP-1001696 | 塩尻市広丘吉田2901番地3   | 昭和63年7月16日 | 73m2     | 11,468冊          |
| 楢川分館   | JP-1001697 | 塩尻市木曽平沢1451番地138 | 昭和53年10月4日 | 216m2    | 13,945冊          |

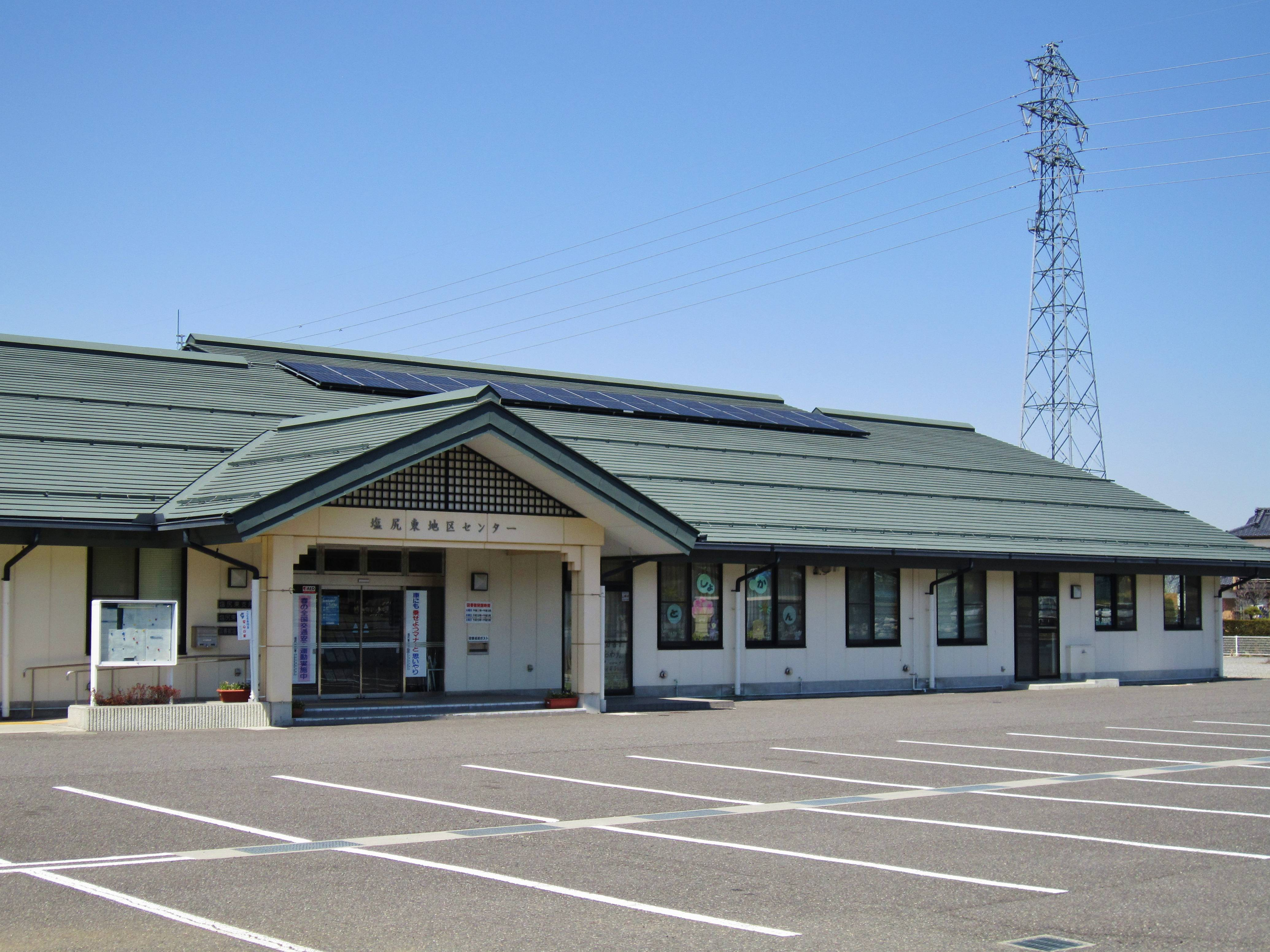
塩尻東分館
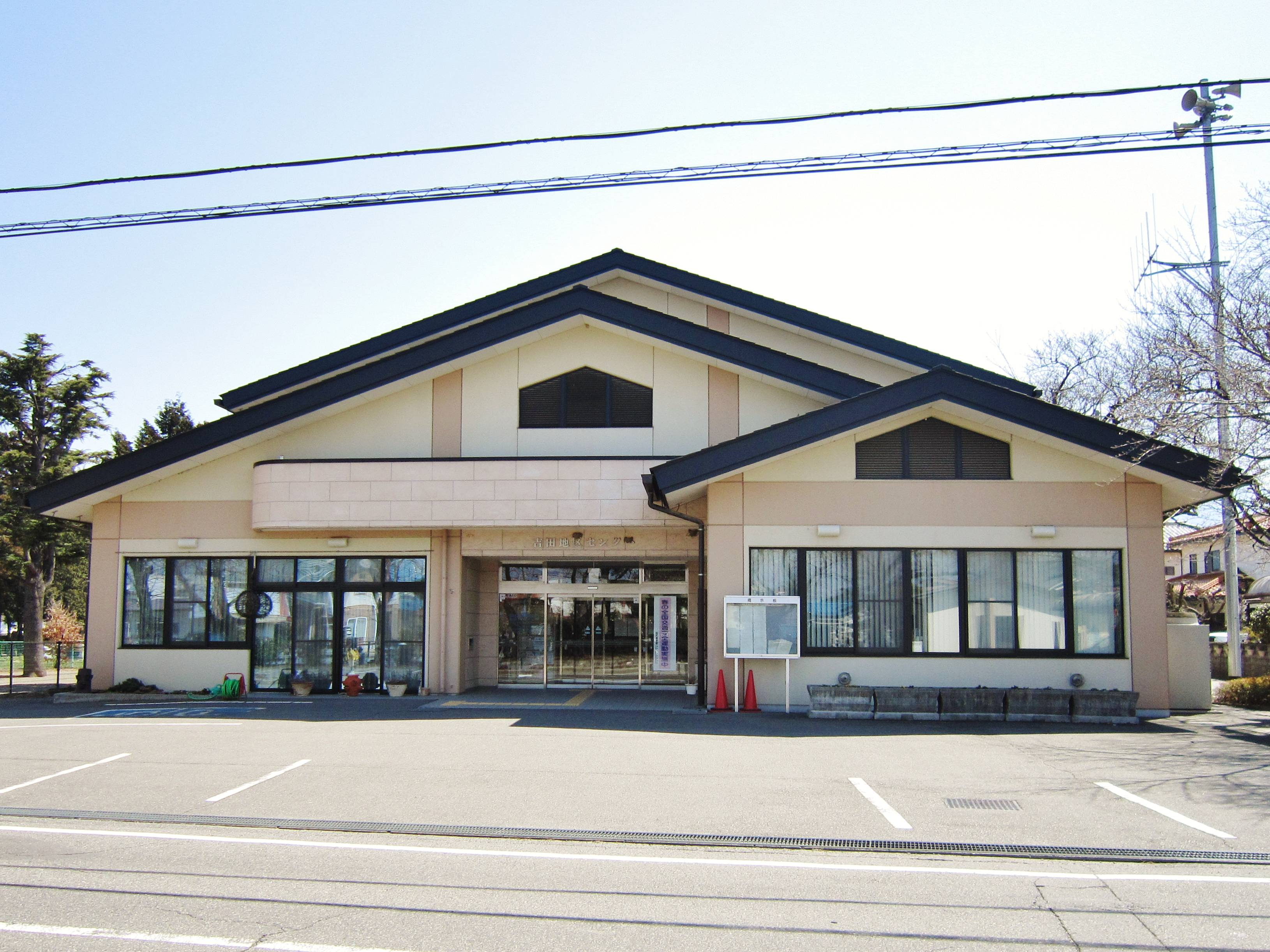
吉田分館
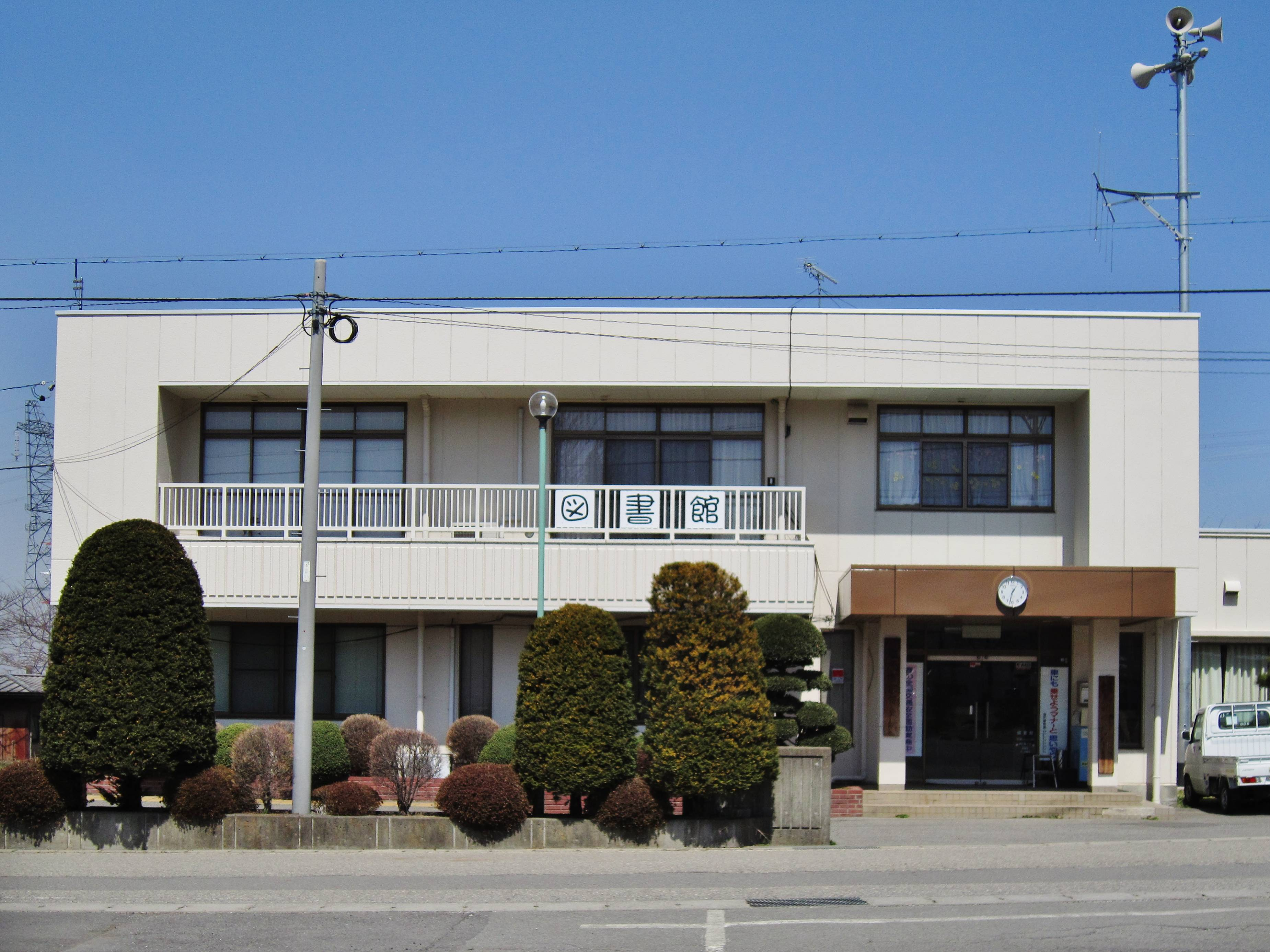
宗賀分館
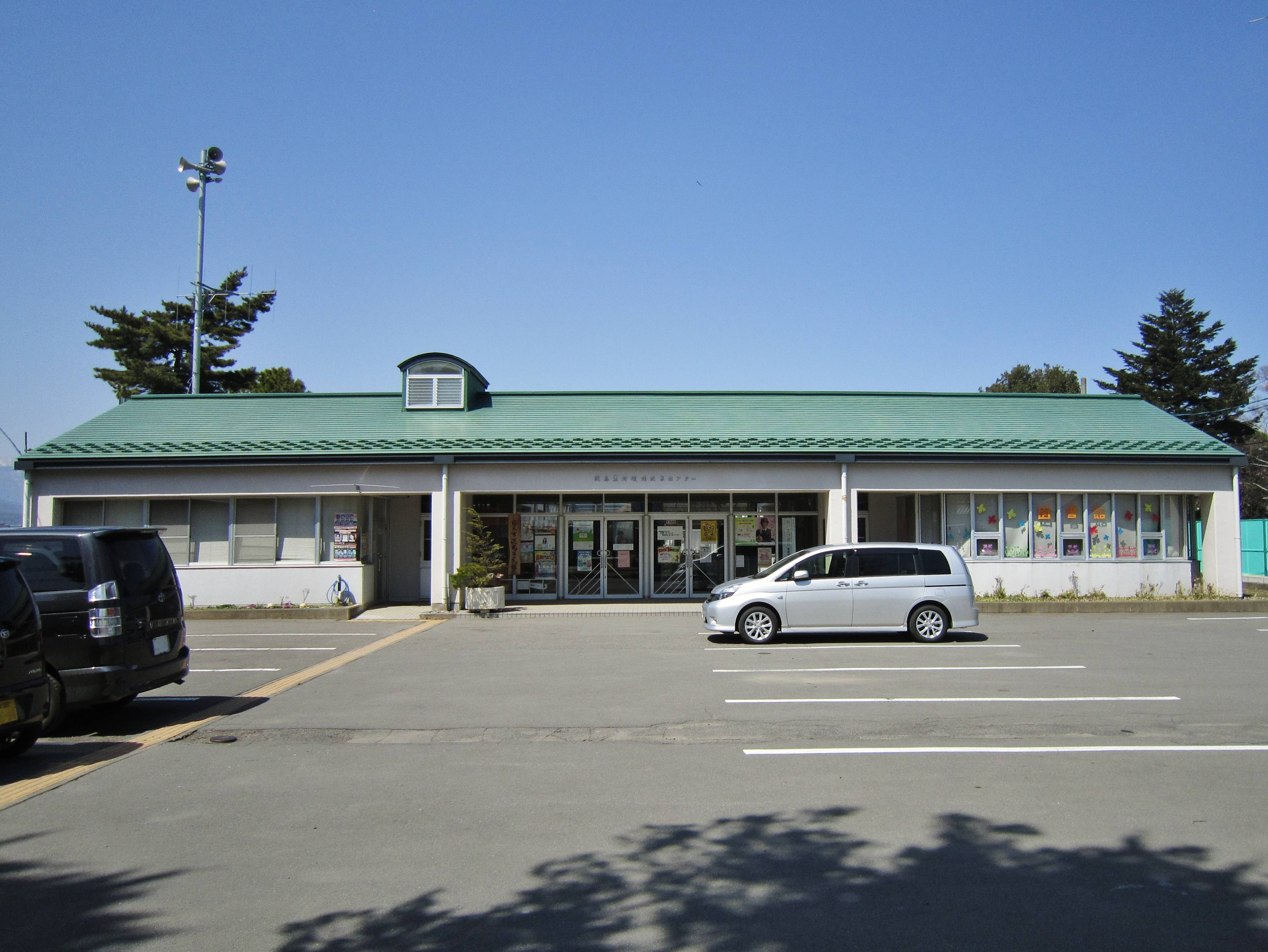
洗馬分館